# پیکو دو کابوگی
پیکو دو کابوگی (به پرتغالی: Pico do Cabugi) یک کوه و آتشفشان در برزیل است که در ریو گرانده شمالی واقع شده‌است. پیکو دو کابوگی ۵۹۰ متر بالاتر از سطح دریا واقع شده‌است.